# Heroes (album, Willie Nelson)
Heroes je studiové album amerického hudebníka Willieho Nelsona. První singly k albu vyšly již v dubnu 2012, album jako celek potom až v květnu. Producentem alba byl Buddy Cannon. Album obsahuje převážně coververze, patří mezi ně například „The Scientist“ od skupiny Coldplay (skladbu Nelson vydal jako singl již v roce 2011) nebo „Come On Up to the House“ od Toma Waitse.

## Seznam skladeb
| Pořadí         | Název                                                                                    | Autor                                                               | Délka |
| -------------- | ---------------------------------------------------------------------------------------- | ------------------------------------------------------------------- | ----- |
| 1.             | A Horse Called Music (feat. Merle Haggard a Lukas Nelson)                                | Wayne Carson                                                        | 4:37  |
| 2.             | Roll Me Up and Smoke Me When I Die (feat. Snoop Dogg, Kris Kristofferson, Jamey Johnson) | Willie Nelson, Buddy Cannon, Rich Alves, John Colgin, Mike McQuerry | 3:25  |
| 3.             | That's All There Is to This Song                                                         | Buddy Cannon                                                        | 3:01  |
| 4.             | No Place to Fly (feat. Lukas Nelson)                                                     | Lukas Nelson                                                        | 5:06  |
| 5.             | Every Time He Drinks He Thinks of Her (feat. Lukas Nelson)                               | Lukas Nelson                                                        | 2:48  |
| 6.             | Come On Up to the House (feat. Lukas Nelson a Sheryl Crow)                               | Tom Waits                                                           | 5:16  |
| 7.             | Hero (feat. Billy Joe Shaver a Jamey Johnson)                                            | Willie Nelson                                                       | 4:38  |
| 8.             | My Window Faces the South (feat. Lukas Nelson)                                           | Bob Wills                                                           | 2:32  |
| 9.             | The Sound of Your Memory (feat. Lukas Nelson)                                            | Lukas Nelson, Elizabeth Rainey                                      | 6:10  |
| 10.            | Cold War with You (feat. Lukas Nelson a Ray Price)                                       | Floyd Tillman                                                       | 4:04  |
| 11.            | Just Breathe (feat. Lukas Nelson)                                                        | Eddie Vedder                                                        | 4:02  |
| 12.            | My Home in San Antone (feat. Lukas Nelson)                                               | Fred Rose                                                           | 4:09  |
| 13.            | Come On Back Jesus (feat. Billy Joe Shaver, Lukas Nelson a Micah Nelson)                 | Willie Nelson, Buddy Cannon a Micah Nelson                          | 3:24  |
| 14.            | The Scientist                                                                            | Guy Berryman, Jonny Buckland, Will Champion, Chris Martin           | 5:05  |
| Celková délka: | Celková délka:                                                                           | Celková délka:                                                      | 58:37 |

## Obsazení
- Willie Nelson – kytara, zpěv
- Buddy Cannon – baskytara, akustická kytara, doprovodný zpěv
- Melonie Cannon – doprovodný zpěv
- Butch Carr – syntezátor
- Steve Brewster – bicí
- Jim Brown – klavír, varhany
- Tony Creasman – bicí
- Sheryl Crow – zpěv
- Kevin Grantt – baskytara
- Kris Kristofferson – zpěv
- Merle Haggard – zpěv
- Jamey Johnson – zpěv
- Mike Johnson – steel kytara
- Lance Miller – doprovodný zpěv
- Lukas Nelson – zpěv, kytara
- Micah Nelson – zpěv
- Ray Price – zpěv
- Mickey Raphael – harmonika
- Paul Shaffer – varhany
- Billy Joe Shaver – zpěv
- Snoop Dogg – zpěv
- Bobby Terry – elektrická kytara, akustická kytara